# Gornja Lokvica
Gornja Lokvica je naselje u slovenskoj Općini Metliki. Gornja Lokvica se nalazi u pokrajini Dolenjskoj i statističkoj regiji Jugoistočnoj Sloveniji. 

## Stanovništvo
Prema popisu stanovništva iz 2002. godine naselje je imalo 159 stanovnika.